# Зона 414
«Зона 414» (англ. Zone 414) — американский научно-фантастический триллер, снятый Эндрю Бэрдом по сценарию Брайана Эдварда Хилла. В главных ролях: Гай Пирс, Матильда Лутц и Трэвис Фиммел.
Релиз фильма состоялся в США 3 сентября 2021 года.

## Сюжет
Зона 414 — закрытое место, в котором человекоподобные дроиды и люди могут свободно взаимодействовать. Марлон Вейдт — гениальный создатель дроидов и управляющий одноимённой корпорацией, обращается к частному детективу с целью розыска его дочери Мелиссы, исчезнувшей в Зоне 414. Привлечение полиции недопустимо — Зона 414 управляется корпорацией, а шумиха и всплывающие неблагочестивые факты могут навредить бизнесу. На роль частного детектива Джозеф Вейдт, брат Марлона, выбирает Дэвида Кармайкла — бывшего полицейского, уволившегося со службы после инцидента со смертью напарника.
Дэвид соглашается и отправляется на место. По совету Марлона он обращается к Джейн — особенному дроиду. Её поведение не типично для человекоподобных дроидов — она испытывает эмоции и хочет быть человеком. Она соглашается помочь в расследовании, если детектив поможет ей разобраться с незнакомцем, угрожающим ей по телефону. К удивлению Джейн Дэвид соглашается помочь.
По совету Джейн они отправляются к Роял — женщине-сутенёру, отвечающей за предоставление людям интимных услуг дроидов. Та не знает, где находится Мелисса, но даёт детективу адрес на окраине Зоны — там могут дать ответы на его вопросы, а также советует выполнять задание, порученное Вейдтом, а не помогать Джейн, считая её дефектной. На окраине Зоны 414 детектив встречается с маргинального вида человеком по имени Джордж, имеющего склонности к садизму. Он не отрицает, что Мелисса действительно здесь была, выдавая себя за дроида, но больше ответов он готов дать только в обмен на выполнение его садистской прихоти с Джейн. Однако её такое положение вещей не устраивает, и Джейн вопреки законам робототехники, угрожая осколками стакана, выбивает информацию — Мелисса ушла на верфь, где детектив и находит её повешенной на заброшенном складе.
Дэвид возвращает тело дочери Марлону, однако, несмотря на нестыковки, Вейдт признаёт её смерть результатом самоубийства, переживая за будущее Корпорации. Дэвид, прежде избегающий выпивки, употребляет алкоголь, и у него происходит перепалка с Джейн, в ходе которой выясняется история жизни детектива.
Вскоре у Дэвида происходит встреча с Джозефом Вейдтом для выплаты причитающегося денежного вознаграждения. Они обсуждают убийство Мелиссы, в котором Вейдт обвиняет Роял, но детектив не верит в её виновность и выводит на «чистую воду» Джозефа — Мелисса узнала о садистских наклонностях дяди по отношению к дроидам, что является табу для Марлона, и он решил её убрать. Также именно он преследовал всё это время Джейн. Вейдт угрожает детективу, намекая на отсутствие доказательств и свой статус в обществе, и на этом они расстаются.
Вечером того же дня Джозеф проникает в квартиру к Джейн. Нейтрализовав двигательные функции дроида, Джозеф приступил к пыткам. Однако Джейн, вернув себе возможность двигаться, избивает маньяка. В этот момент в апартаменты врывается Дэвид, не смирившийся с положением вещей и желая помочь Джейн. Дроид просит уничтожить её, не желая жить в страхе, но вместо этого детектив отдаёт ей свой пистолет, предлагая убить Джозефа, остановив тем самым злодеяния в Зоне 414. Она нажимает на курок, разряжая магазин.
Нас переносят на некоторое время вперёд — Дэвид даёт интервью для службы безопасности корпорации семейства Вейдт, в котором сообщает, что не смог найти Мелиссу в Зоне 414, но обнаружил её по возвращении с дядей и отцом в поместье Вейдта. Однако это интервью не более чем страховка корпорации. Дэвид приходит в поместье Вейдта за некими бумагами, пока Марлон завершает конструирование дроида-копии своей дочери, а затем встречает с этими же бумагами Джейн на выходе из Зоны 414 — она свободна.

## В ролях
- Гай Пирс — Дэвид Кармайкл
- Матильда Лутц — Джейн
- Трэвис Фиммел — Марлон Вейдт
- Джонатан Арис — Джозеф Вейдт
- Йоуханнес Хёйкюр Йоуханнессон — мистер Рассел
- Олвен Фуэре — Роял
- Колин Сэлмон — Хоторн
- Антония Кэмпбелл-Хьюз — Джейден
- Жорин Кук — Хэмильтон
- Холли Деман — Мелисса Вейдт
- Фионнула Флэнаган — провайдер технического обслуживания

## Производство
28 августа 2019 года стало известно, что Трэвис Фиммел приглашён для исполнения главной роли в фильме. 21 января 2020 года Гай Пирс и Матильда Лутц присоединились к актёрскому составу фильма, Пирс заменил Фиммела, который в свою очередь получил второстепенную роль.
Съёмочный период проходил с 6 по 29 февраля 2020 года в Ирландии.